# La Bonneville-sur-Iton
Bonneville-sur-Iton – miejscowość i gmina we Francji, w regionie Normandia, w departamencie Eure.
Według danych na rok 1990 gminę zamieszkiwało 2061 osób, a gęstość zaludnienia wynosiła 515 osób/km² (wśród 1421 gmin Górnej Normandii Bonneville-sur-Iton plasuje się na 111. miejscu pod względem liczby ludności, natomiast pod względem powierzchni na miejscu 770.).